# Fabrizio Lai
Fabrizio Lai (Rho, 14 dicembre 1978) è un pilota motociclistico italiano, due volte vincitore del campionato italiano classe 125 nel  2002 e 2003.

## Carriera
Nel 2001 si classifica al quinto posto nella classe 125 del campionato Italiano Velocità e, nelle due stagioni successive, vince il titolo. La sua carriera nel motociclismo internazionale ha avuto inizio con la partecipazione per alcuni anni al campionato Europeo Velocità della classe 125; nell'edizione del 1999 è giunto quattordicesimo, nel 2000 quarto e nel 2002 sedicesimo.
Per quanto riguarda le competizioni del motomondiale, il suo debutto è avvenuto nella stagione 2001 a Valencia in 125 a bordo di una Rieju, senza riuscire a concludere la gara per incidente. Nella stagione 2002 ha gareggiato per due volte alla guida di una Honda del team Semprucci Angaia Racing in sostituzione di Noboru Ueda, raccogliendo 2 punti in classifica mondiale.
L'anno successivo ha corso come pilota titolare per lo stesso team, che ha schierato però delle Malaguti 125, ottenendo 10 punti al termine della stagione. Nel motomondiale 2004, passato al team Metis Gilera Racing con la Gilera 125 GP, ha ottenuto il suo primo podio in occasione del GP del Giappone. Il motomondiale 2005 è stato il migliore della sua carriera, riuscendo a giungere al 6º posto stagionale alla guida di una Honda RS 125 R nel team Kopron Racing World con 3 piazzamenti sul podio in stagione.
Nel 2006 ha corso nuovamente con una Honda nel team Valsir Seedorf Racing e con Michele Conti quale compagno di squadra, giungendo in terza posizione nel GP di Francia. L'anno successivo è salito di categoria passando alla classe 250, correndo il motomondiale 2007 in sella ad una Aprilia RSV 250 del team Campetella Racing, squadra con cui è rimasto anche nel 2008, utilizzando però motociclette marchiate Gilera.
Nel 2009 ha partecipato al campionato mondiale Supersport con una Honda CBR600RR del team Echo CRS Grand Prix. Il 25 maggio 2009, dopo sei gare disputate ed un ventesimo posto come miglior risultato a Kyalami, è stato sostituito da Fabrizio Perotti.
Nel 2010 ha partecipato al campionato italiano Supersport sempre con la Honda CBR600RR del team Echo CRS. Nello stesso anno ha preso parte a tre prove del mondiale Superbike come sostituto di Broc Parkes, con lo stesso team con cui ha corso in ambito nazionale. Ha ottenuto 2 punti, frutto di un 14º posto in gara 2 nel gran premio d'Italia ad Imola, classificandosi ventottesimo nel mondiale piloti.
Nel 2011 ha partecipato con il team Echo Sport Racing al campionato italiano Superbike concludendo al 7º posto e, come wild card, al gran premio di Monza del mondiale Superbike, ottenendo un punto in gara 2. Ha in seguito sostituito il pilota Rubén Xaus del team Castrol Honda, infortunato, nel GP di Silverstone.
Al termine del campionato italiano Superbike 2012, grazie a 5 podi su 6 gare, ottiene il quarto posto con la Ducati 1198 del team Althea Racing by Echo. Nel 2013 partecipa al campionato italiano Superbike con la Kawasaki del Team Pedercini; per lo stesso team corre anche il Gran Premio di Monza del mondiale Superbike con la Ninja ZX-10R, in sostituzione dell'infortunato Alexander Lundh, mentre a Magny-Cours sostituisce l'infortunato Max Neukirchner sulla Ducati 1199 Panigale R del team MR-Racing. Disputa le ultime gare nel CIV nelle stagioni 2017 e 2018 conquistando alcuni punti.
Nel 2021 prende parte alle ultime 2 gare della Coppa Italia Velocità sul circuito del Mugello nella categoria  Pirelli Cup 1000 dove in gara 1 conquista un 4º posto mentre in gara 2 chiude secondo.
Parallelamente all'attività in pista, nel 2010 inaugura una propria concessionaria di motociclette a Bareggio.

## Risultati in gara

### Motomondiale
| 2001 | Classe | Moto  |  |  |  |  |  |  |  |  |  |  |  |     |  |  |  |  |  |  | Punti | Pos. |
| ---- | ------ | ----- |  |  |  |  |  |  |  |  |  |  |  | --- |  |  |  |  |  |  | ----- | ---- |
| 2001 | 125    | Rieju |  |  |  |  |  |  |  |  |  |  |  | Rit |  |  |  |  |  |  | 0     |      |

| 2002 | Classe | Moto  |  |  |  |  |  |  |    |    |  |  |  |  |  |  |  |  |  |  | Punti | Pos. |
| ---- | ------ | ----- |  |  |  |  |  |  | -- | -- |  |  |  |  |  |  |  |  |  |  | ----- | ---- |
| 2002 | 125    | Honda |  |  |  |  |  |  | 23 | 14 |  |  |  |  |  |  |  |  |  |  | 2     | 34º  |

| 2003 | Classe | Moto     |    |    |    |     |     |    |    |     |    |    |    |    |    |    |    |    |  |  | Punti | Pos. |
| ---- | ------ | -------- | -- | -- | -- | --- | --- | -- | -- | --- | -- | -- | -- | -- | -- | -- | -- | -- |  |  | ----- | ---- |
| 2003 | 125    | Malaguti | 16 | 18 | 23 | Rit | Rit | 19 | 14 | Rit | 15 | 18 | 12 | 24 | 18 | 17 | 13 | 18 |  |  | 10    | 25º  |

| 2004 | Classe | Moto   |    |    |    |     |    |    |     |     |    |    |    |   |   |   |     |    |  |  | Punti | Pos. |
| ---- | ------ | ------ | -- | -- | -- | --- | -- | -- | --- | --- | -- | -- | -- | - | - | - | --- | -- |  |  | ----- | ---- |
| 2004 | 125    | Gilera | 21 | 13 | 20 | Rit | NP | NP | Rit | Rit | 14 | 15 | 12 | 2 | 5 | 5 | Rit | 15 |  |  | 53    | 16º  |

| 2005 | Classe | Moto  |   |   |   |     |   |    |    |    |   |   |   |    |   |    |    |   |   |  | Punti | Pos. |
| ---- | ------ | ----- | - | - | - | --- | - | -- | -- | -- | - | - | - | -- | - | -- | -- | - | - |  | ----- | ---- |
| 2005 | 125    | Honda | 3 | 4 | 2 | Rit | 8 | 10 | 18 | NE | 3 | 7 | 6 | 10 | 7 | 10 | 12 | 7 | 7 |  | 141   | 6º   |

| 2006 | Classe | Moto  |     |    |    |   |   |    |    |     |    |    |    |    |    |   |    |   |     |  | Punti | Pos. |
| ---- | ------ | ----- | --- | -- | -- | - | - | -- | -- | --- | -- | -- | -- | -- | -- | - | -- | - | --- |  | ----- | ---- |
| 2006 | 125    | Honda | Rit | 14 | 13 | 8 | 3 | 11 | 10 | Rit | 11 | 11 | NE | 10 | 11 | 8 | 11 | 7 | Rit |  | 83    | 11º  |

| 2007 | Classe | Moto    |    |    |    |    |    |    |     |    |    |    |    |    |     |   |     |    |    |     | Punti | Pos. |
| ---- | ------ | ------- | -- | -- | -- | -- | -- | -- | --- | -- | -- | -- | -- | -- | --- | - | --- | -- | -- | --- | ----- | ---- |
| 2007 | 250    | Aprilia | 12 | 11 | 10 | 10 | 12 | 13 | Rit | 11 | 11 | 18 | NE | 12 | Rit | 9 | Rit | 17 | 20 | Rit | 49    | 14º  |

| 2008 | Classe | Moto   |    |     |     |    |     |    |    |    |    |    |    |    |    |    |    |    |    |     | Punti | Pos. |
| ---- | ------ | ------ | -- | --- | --- | -- | --- | -- | -- | -- | -- | -- | -- | -- | -- | -- | -- | -- | -- | --- | ----- | ---- |
| 2008 | 250    | Gilera | 12 | Rit | Rit | 14 | Rit | 14 | 15 | 17 | 13 | 12 | NE | 17 | 11 | AN | 15 | 10 | 11 | Rit | 33    | 18º  |

| Legenda | 1º posto        | 2º posto            | 3º posto            | A punti      | Senza punti        | Grassetto – Pole position Corsivo – Giro più veloce |
| Legenda | Gara non valida | Non qual./Non part. | Ritirato/Non class. | Squalificato | '-' Dato non disp. | Grassetto – Pole position Corsivo – Giro più veloce |

### Campionato mondiale Supersport
| 2009 | Moto  |    |    |    |    |    |    |  |  |  |  |  |  |  |  | Punti | Pos. |
| ---- | ----- | -- | -- | -- | -- | -- | -- |  |  |  |  |  |  |  |  | ----- | ---- |
| 2009 | Honda | 24 | 22 | 21 | 21 | 21 | 20 |  |  |  |  |  |  |  |  | 0     |      |

| 2013 | Moto  |  |  |  |  |  |  |     |  |  |  |  |  |  |  | Punti | Pos. |
| ---- | ----- |  |  |  |  |  |  | --- |  |  |  |  |  |  |  | ----- | ---- |
| 2013 | Honda |  |  |  |  |  |  | Rit |  |  |  |  |  |  |  | 0     |      |

| Legenda | 1º posto        | 2º posto            | 3º posto           | A punti      | Senza punti        | Grassetto – Pole position Corsivo – Giro più veloce |
| Legenda | Gara non valida | Non qual./Non part. | Ritirato/Non class | Squalificato | '-' Dato non disp. | Grassetto – Pole position Corsivo – Giro più veloce |

### Campionato mondiale Superbike
| 2010 | Moto  |  |  |  |  |  |  |  |  |  |  |  |  |  |  |  |  |  |  |  |  |     |    |    |    |    |     |  |  | Punti | Pos. |
| ---- | ----- |  |  |  |  |  |  |  |  |  |  |  |  |  |  |  |  |  |  |  |  | --- | -- | -- | -- | -- | --- |  |  | ----- | ---- |
| 2010 | Honda |  |  |  |  |  |  |  |  |  |  |  |  |  |  |  |  |  |  |  |  | Rit | 18 | 19 | 14 | 16 | Rit |  |  | 2     | 28º  |

| 2011 | Moto  |  |  |  |  |  |  |    |    |  |  |  |  |  |  |  |  |     |    |  |  |  |  |  |  |  |  |  |  | Punti | Pos. |
| ---- | ----- |  |  |  |  |  |  | -- | -- |  |  |  |  |  |  |  |  | --- | -- |  |  |  |  |  |  |  |  |  |  | ----- | ---- |
| 2011 | Honda |  |  |  |  |  |  | 18 | 15 |  |  |  |  |  |  |  |  | Rit | 16 |  |  |  |  |  |  |  |  |  |  | 1     | 34º  |

| 2013 | Moto              |  |  |  |  |  |  |    |    |  |  |  |  |  |  |  |  |  |  |  |  |  |  |  |  |    |    |  |  | Punti | Pos. |
| ---- | ----------------- |  |  |  |  |  |  | -- | -- |  |  |  |  |  |  |  |  |  |  |  |  |  |  |  |  | -- | -- |  |  | ----- | ---- |
| 2013 | Kawasaki e Ducati |  |  |  |  |  |  | 13 | 11 |  |  |  |  |  |  |  |  |  |  |  |  |  |  |  |  | 14 | 15 |  |  | 11    | 25º  |

| Legenda | 1º posto        | 2º posto            | 3º posto           | A punti      | Senza punti        | Grassetto – Pole position Corsivo – Giro più veloce |
| Legenda | Gara non valida | Non qual./Non part. | Ritirato/Non class | Squalificato | '-' Dato non disp. | Grassetto – Pole position Corsivo – Giro più veloce |